# NAO (grup de música)
NAO és un grup gallec de música Música rock procedents de A Estrada, Pontevedra format per Pablo Carracedo "Jasper" (guitarra i veu), Gustavo Brea "Gus" (guitarra), Paul Zervero "Pau" (baix) i X. Ramón Iglesias "Amos" (bateria).

## Trajectòria
El grup ha publicat sis àlbums d'estudi a més d'un EP en format de descàrrega digital. Al novembre de 2007, es va publicar el seu primer àlbum, As palabras espidas, que inclouen una cançó amb el poema de Rosalía de Castro "A xustiza pola man". En 2010, van llançar el seu segon àlbum, Coas túas mans, que va ser autoeditado. A finals de 2012 es va iniciar un projecte de micromecenatge per publicar el seu tercer disc, Cancións de amor e liberdade, que també va ser autoeditado i que va veure la llum el 26 de febrer de 2013.
Les lletres de les seves cançons es caracteritzen pel compromís polític i la crítica social.

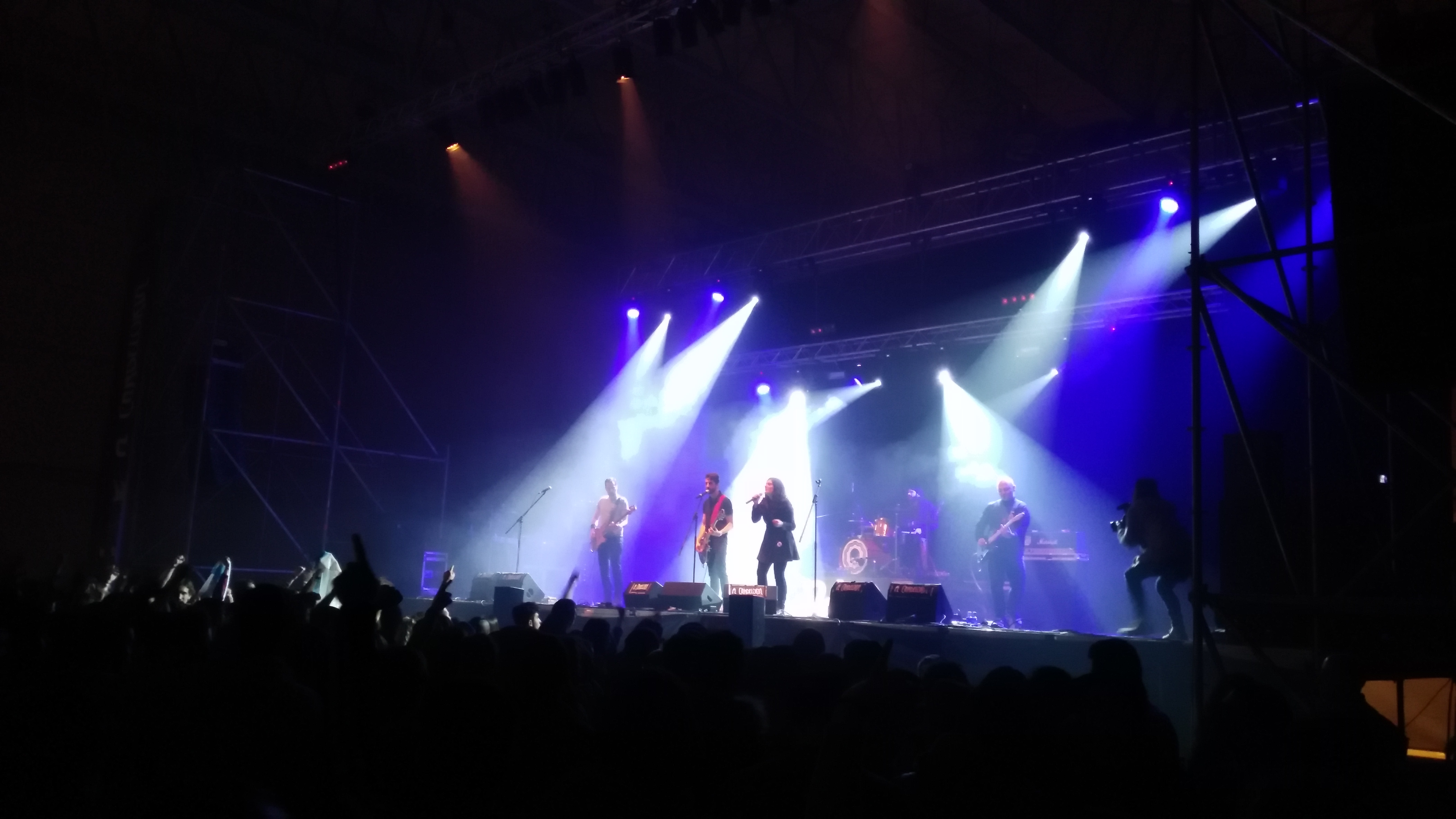
Actuació al Festival de A Candeloria 2016 (Lugo)

El 2014, el grup va guanyar el premi de la categoria de Metal en la segona edició dels Premis Martín Códax de la Música.

## Membres
- Pablo Carracedo "Jasper": Guitarra i veu
- Gustavo Brea "Gus": Guitarra
- Paul Zervero "Paul": Baix
- X. Ramón Iglesias "Amós": Bateria

## Discografia
Àlbums d'estudi
- Somos NAO (2006)
- As palabras espidas (2007)
- Coas túas mans (2009)
- Cancións de amor e liberdade (2013)
- Soñar (2016)
- Crear (2016)

EPs
- Cartas no caderno (2014)